# MetLife Building
MetLife Building (původně nazývána Pan Am Building) je mrakodrap v New Yorku, nacházející se na Manhattanu na Park Avenue.

## Historie
Když byla Pan Am Building otevřena 7. března 1963, byla největší komerční administrativní budovu na světě. Je důležitou součástí panoramatu Manhattanu a jednou z padesáti nejvyšších budov ve Spojených státech.
Společnost Pan American World Airways vlastnila budovu po mnoho let. Pan Am Building byl poslední mrakodrap s logem postavený v New Yorku, než byly přijaty zákony, které bránily umístění firemních log a názvů na vrcholcích budov. Loga jsou umístěna na severní a jižní straně budovy.
Firma Metropolitan Life Insurance Company koupila budovu od Pan Am v roce 1981; ústředí Pan Am zůstalo v budově. V roce 1991 Pan Am měla pronajatá 4 patra, v průběhu tohoto roku se Pan Am přesídlila do Miami. Krátce poté zkrachovala. Ve čtvrtek 3. září 1992 MetLife oznámila, že odstraní logo Pan Am z budovy.
V roce 2005 MetLife prodala budovu za 1,72 miliardy dolarů, v té době rekordní cenu pro administrativní budovu v USA.
Budova kdysi poskytovala vrtulníkovou přepravu na Mezinárodní letiště Johna F. Kennedyho, sedmiminutový let, který odstartoval ze střechy budovy, kde byla přistávací plocha pro vrtulník. Tato služba byla nabízena od 21. prosince 1965 do 18. února 1968 a několik měsíců v roce 1977. To skončilo po vážné nehodě, při které zemřelo pět lidí. 16. května 1977 přistál na střeše budovy na heliportu vrtulník Sikorsky S-61L a 20 cestujících vystoupilo. Když se rotor ještě točil, pravý přední podvozek se zhroutil. Jeden ze čtyř listů se utrhl a vletěl do davu cestujících čekajících na střeše a zabil čtyři lidi. List letěl po straně budovy a zabil chodce na rohu Madison Avenue a 43. ulice. Dva další lidé byli vážně zraněni.
Nejznámější "obyvatelé" budovy jsou dvojice sokolů stěhovavých přezdívaných Lois a Clark po dvou hlavních postav v sérii filmů Superman, kteří zde hnízdí a loví holuby.

## Architektura
Budova byla navržena firmou Emery Roth & Sons s pomocí architektů Waltera Gropiuse a Pietro Belluschi. MetLife Building je příkladem mrakodrapu mezinárodního stylu. Je to čistě komerční budova v provedení s velkým podlažími a bez jakékoliv výzdoby uvnitř nebo z vnějšku. Byla populární mezi nájemci, a to nejen díky své poloze vedle Grand Central Terminal.
V roce 1987 anketa odhalila, že obyvatelé New Yorku by MetLife Building nejradši viděli zbouranou. Snad přispělo k nenávisti budovy to, že je příliš viditelná. Budova je velkém kontrastu s ostatními budovami, hlavně s Helmsley Building. MetLife je jednou z nejznámějších budov v New Yorku.
Mnoho z nejvlivnějších architektů dvacátého století však pochválilo MetLife building po jejím dokončení. S tvarem podobným Pirelli Tower v Miláně, MetLife Building je nepatrná a zároveň jedinečná ve svém tvaru kosočtverce.
V budově se nachází 23 výtahů.